# Bones McKinney
Horace Albert "Bones" McKinney (ur. 1 stycznia 1919 w Lowlands, zm. 16 maja 1997) – amerykański koszykarz, występujący na pozycji środkowego, zaliczany do składów najlepszych zawodników NBA, późniejszy trener.
W 1942 został powołany do odbycia obowiązkowej służby wojskowej, podczas trwania II wojny światowej. Po zakończeniu działań wojennych powrócił na uczelnię, podjął kontynuację gry oraz edukacji na Uniwersytecie Północnej Karoliny, który poprowadził do NCAA Final Four. Po opuszczeniu uczelni dołączył do klubu Washington Capitols, występującego w dopiero co powstałej wtedy lidze BAA. Wraz z drużyną ze stolicy dotarł do finałów BAA w 1949. Niestety Caps przegrali wtedy z dowodzonymi przez George'a Mikana – Minneapolis Lakers 2-4. Był też dwukrotnie zaliczany do składów najlepszych zawodników ligi, w 1947 do pierwszego natomiast dwa lata później do drugiego.
9 stycznia 1951 roku został wybrany w tzw. dispersal drafcie przez Boston Celtics, po rozwiązaniu zespołu Washington Capitols. Po półtora sezonu zdecydował się zakończyć karierę zawodniczą i poświęcić wyłącznie pracy trenerskiej. Karierę trenerską zakończył natomiast w 1971 roku.

## Osiągnięcia
NCAA
- Uczestnik NCAA Final Four (1946)
- Wybrany do Galerii Sław Sportu Karoliny Północnej – North Carolina Sport Hall Of Fame[4]

BAA/NBA
- Finalista BAA (1949)[5]
- Wybrany do:
  - I składu BAA (1947)[1]
  - II składu BAA (1949)[1]
- Uczestnik meczu gwiazd Legend NBA (1957)[6]

Trenerskie
- 2-krotny trener roku konferencji ACC (Atlantic Coast Conference – 1960-1961)